# Charlotte Auerbach

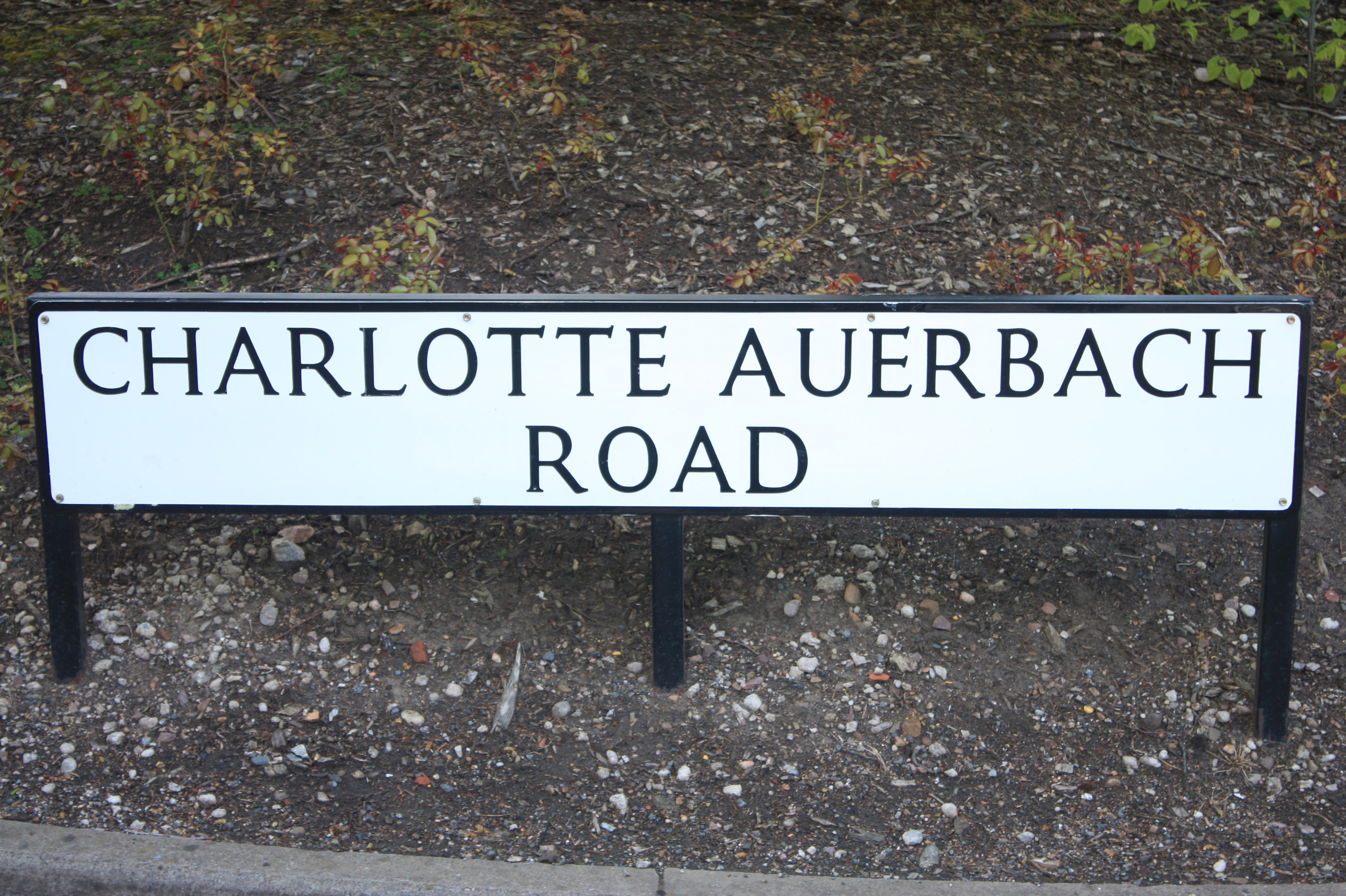
Die Charlotte Auerbach Road in Edinburgh

Charlotte Auerbach (* 14. Mai 1899 in Krefeld; † 17. März 1994 in Edinburgh) war eine deutsch-britische Biologin, Genetikerin und Hochschullehrerin.

## Leben und Wirken
Auerbach wurde 1899 in Krefeld geboren. Ihr Großvater war der Breslauer Anatom Leopold Auerbach. 1904 übersiedelte ihre Familie aus Krefeld am Niederrhein nach Berlin. Dort erhielt ihr Vater die Position eines Oberregierungsrats im Reichsgesundheitsamt. Charlotte besuchte die Auguste-Viktoria-Schule. Nach dem Abitur studierte sie an den Universitäten in Berlin und Würzburg fünf Jahre Zoologie, Botanik, Chemie und Physik. Im Herbst 1924 legte sie das Staatsexamen in Biologie, Chemie und Physik ab. Von 1924 bis 1925 arbeitete sie zunächst als Studienrätin an einer Privatschule und anschließend für drei Jahre an verschiedenen Berliner Gymnasien. Zwischen 1928 und 1929 und wieder 1931 bis 1933 war sie neben ihrer Arbeit als Lehrerin auch als Stipendiatin in der Abteilung von Otto Mangold im Kaiser-Wilhelm-Institut für Biologie tätig.
1933, im Jahr der nationalsozialistischen „Machtergreifung“, emigrierte Charlotte Auerbach, als rassisch Verfolgte nach Großbritannien. In Edinburgh konnte sie mit Hilfe eines Stipendiums ihre Studien weiterführen, schloss 1935 ihre Dissertation ab und wurde promoviert. Ab 1938 begann sie, zusammen mit dem späteren Medizin-Nobelpreisträger Hermann Joseph Muller, mit ihren Forschungen auf dem Gebiet der Genetik. Während Muller später in die USA ging, blieb Charlotte Auerbach am Institute of Animal Genetics der Universität Edinburgh. 1947 übernahm sie dort eine Dozenten-Stelle und erhielt 1959 schließlich eine Professur. Bis zu ihrer Emeritierung 1969 leitete sie die Abteilung für Mutationsforschung des Medizinischen Forschungsrates. Auerbach erforschte während des Zweiten Weltkrieges zunächst an Drosophila die mutagene Wirkung von Senfgas. Sie konnte erstmals die mutagene Wirkung von Chemikalien nachweisen und galt als Pionierin auf dem Gebiet der chemischen Mutagenese.
1949 wurde sie Fellow der Royal Society of Edinburgh. Seit 1957 gehörte Charlotte Auerbach der Royal Society in London an, seit 1970 der National Academy of Sciences in Washington, D.C.

## Schriften
- Weh’ dir, dass du ein Enkel bist. Erbgesundheit im Atomzeitalter. Aus dem Englischen übersetzt von William F. Reinig. Franckh, Stuttgart 1957
- (Beiträge): Genetik, Wissenschaft der Entscheidung. Eine Vortragsreihe. Kröner, Stuttgart 1957
- Genetik. Vererbung, Selektion, Eugenik. [Übertragung aus dem Amerikanischen von Margarete Bormann]. Econ-Verlag, Düsseldorf / Wien 1967

## Ehrungen und Auszeichnungen
- 1977 erhielt Auerbach die Mendel Medal der Genetics Society.
- 1984 wurde ihr auf der Jahrestagung der Gesellschaft für Genetik[3] an der Universität Heidelberg der vom Verein heimattreuer Kuhländler[4] gestiftete Gregor-Mendel-Preis verliehen. Anlässlich des 100. Todestages von Johann Gregor Mendel wurde Frau Auerbach damit für ihre Forschungen zur Chemischen Mutagenese geehrt.[5]
- In der niedersächsischen Gemeinde Stuhr wurde die Charlotte-Auerbach-Straße nach ihr benannt.